# Invergordon (Schottland)
Invergordon, schottisch-gälisch: Inbhir Ghòrdain, ist eine Stadt in der schottischen Council Area Highland. Die Hafenstadt liegt in der traditionellen Grafschaft Ross-shire, die zwischen 1889 und 1975 zur Verwaltungsgrafschaft Ross and Cromarty gehörte. Invergordon ist etwa 18 km nordöstlich von Dingwall und 20 km nördlich von Inverness am Cromarty Firth, einem Meeresarm des Moray Firth, gelegen und verzeichnete im Jahre 2001 4075 Einwohner.

## Geschichte
Die heutige Stadt wurde im 18. Jahrhundert von Sir William Gordon an der Stelle der alten Siedlung Inverbreakie gegründet. 1828 wurden die Hafenanlagen errichtet; 1863 fand der Anschluss an das Eisenbahnnetz statt. Bis 1956 diente Invergordon als Marinehafen zur Reparatur und zum Bebunkern von Kriegsschiffen der Royal Navy, wovon heute noch das Tanklager Inchindown zeugt, das zu Bauzeiten die größte Ausschachtung im Vereinigten Königreich war. 1931 fand hier die Invergordon-Meuterei statt, nachdem die Royal Navy infolge der Weltwirtschaftskrise teils drastische Lohnsenkungen angekündigt hatte.

## Verkehr
Über die zwei Kilometer nördlich der Stadt verlaufende A9 road ist Invergordon an eine Fernstraße angeschlossen. Die Far North Line bedient den Bahnhof von Invergordon auf ihrer Strecke von Inverness nach Wick und Thurso.

## Wirtschaft
Wegen der Nähe zu den Ölfeldern der Nordsee entwickelte sich im Hafen die Schwerindustrie zur Herstellung von Ölbohrplattformen. 1971 wurde eine Aluminiumhütte erbaut. Grund für die Wahl des Standortes war die Versorgung mit günstiger Elektrizität aus dem Kernkraftwerk Hunterston. 1982 wurde die Hütte wieder geschlossen, was stark steigende Arbeitslosigkeit zur Folge hatte. Seit 1959 ist die Whiskybrennerei Invergordon ein bedeutender Arbeitgeber. Mit Ben Wyvis existierte zwischen 1965 und 1977 eine zweite Whiskybrennerei auf dem Stadtgebiet.

## Persönlichkeiten
- Jimmy Andrews (1927–2012), Fußballspieler
- Julian Oswald (1933–2011), Flottenadmiral der Royal Navy, Erster Seelord
- Tom Stoltman (* 1994), Strongman

## Galerie

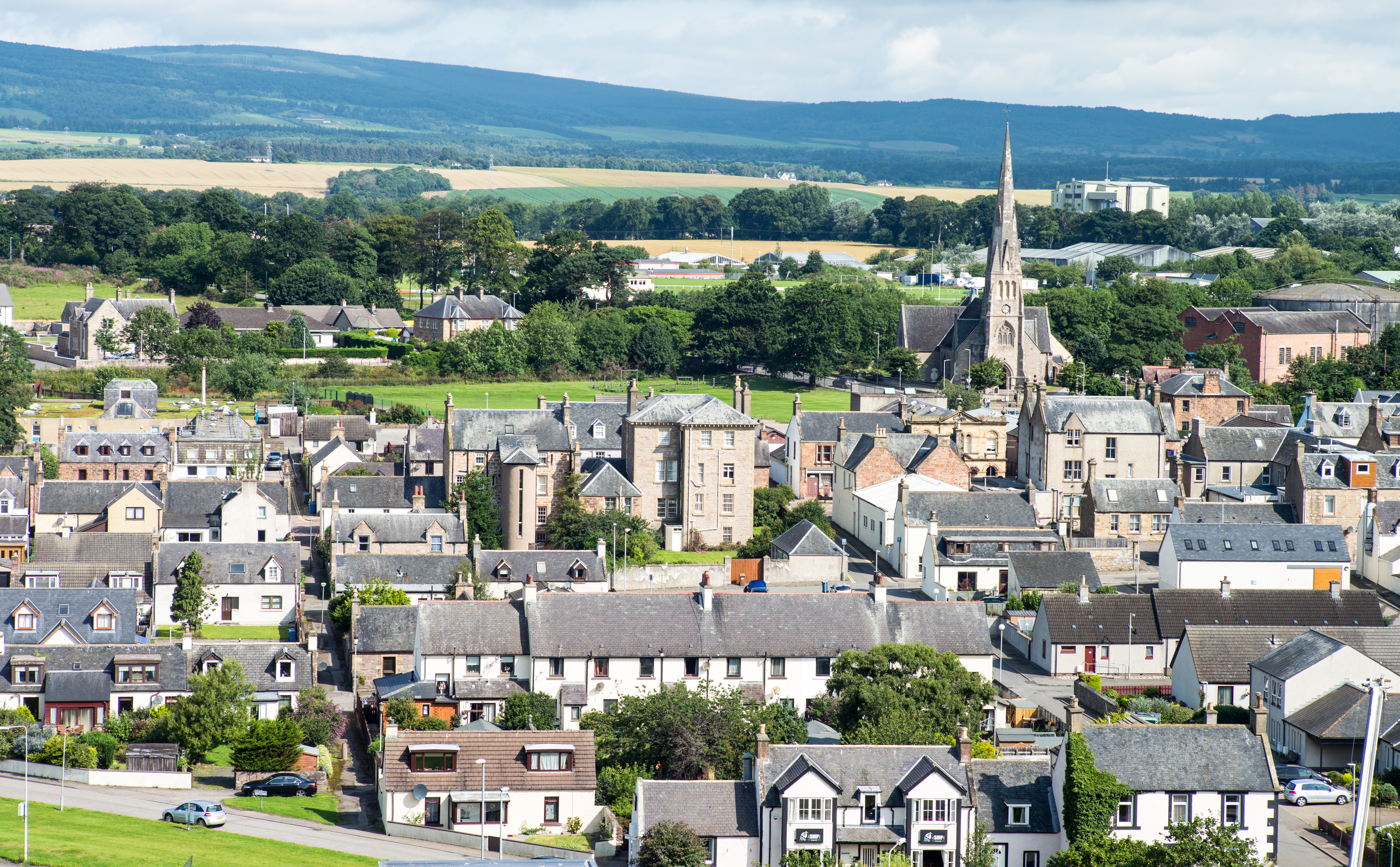
Panorama von Invergordon
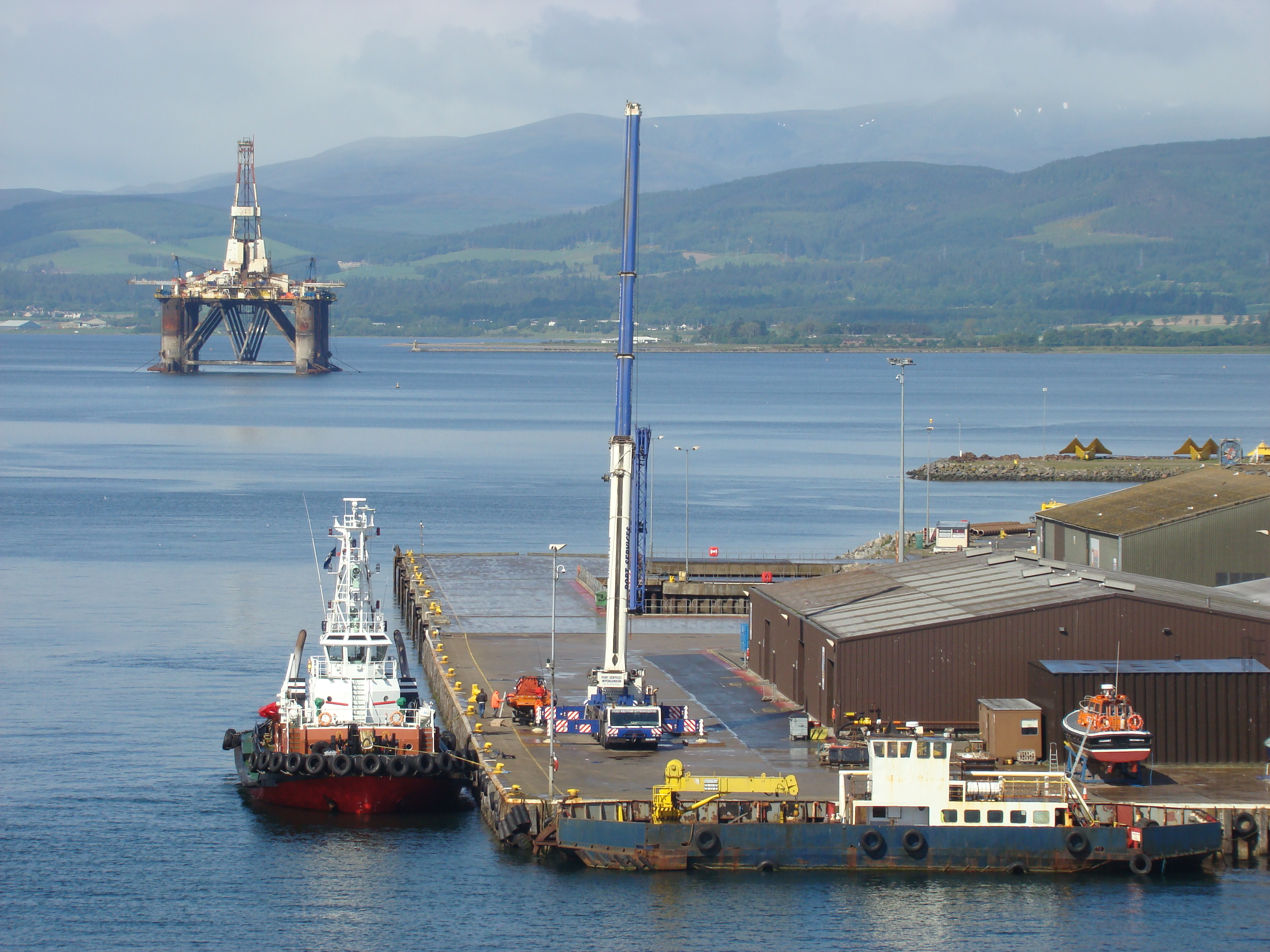
Hafen von Invergordon
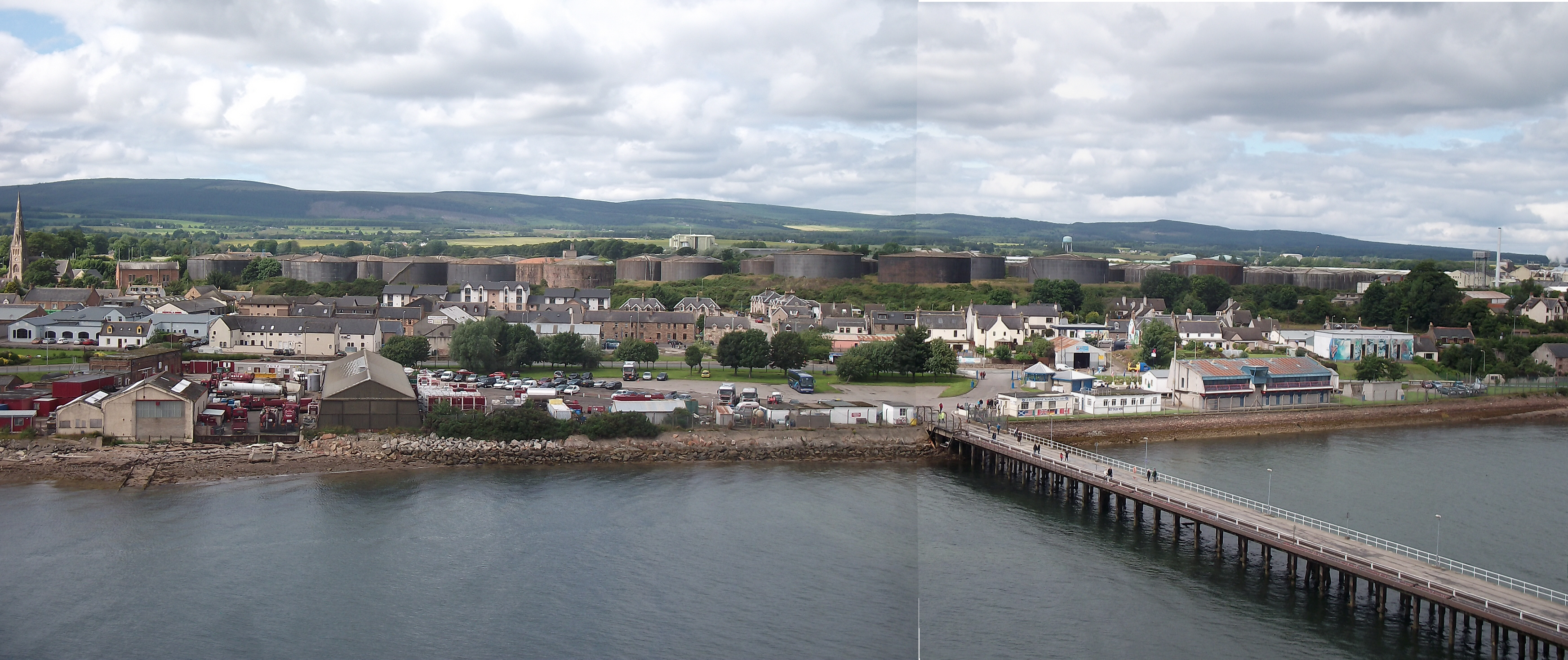
Marine-Tanklager
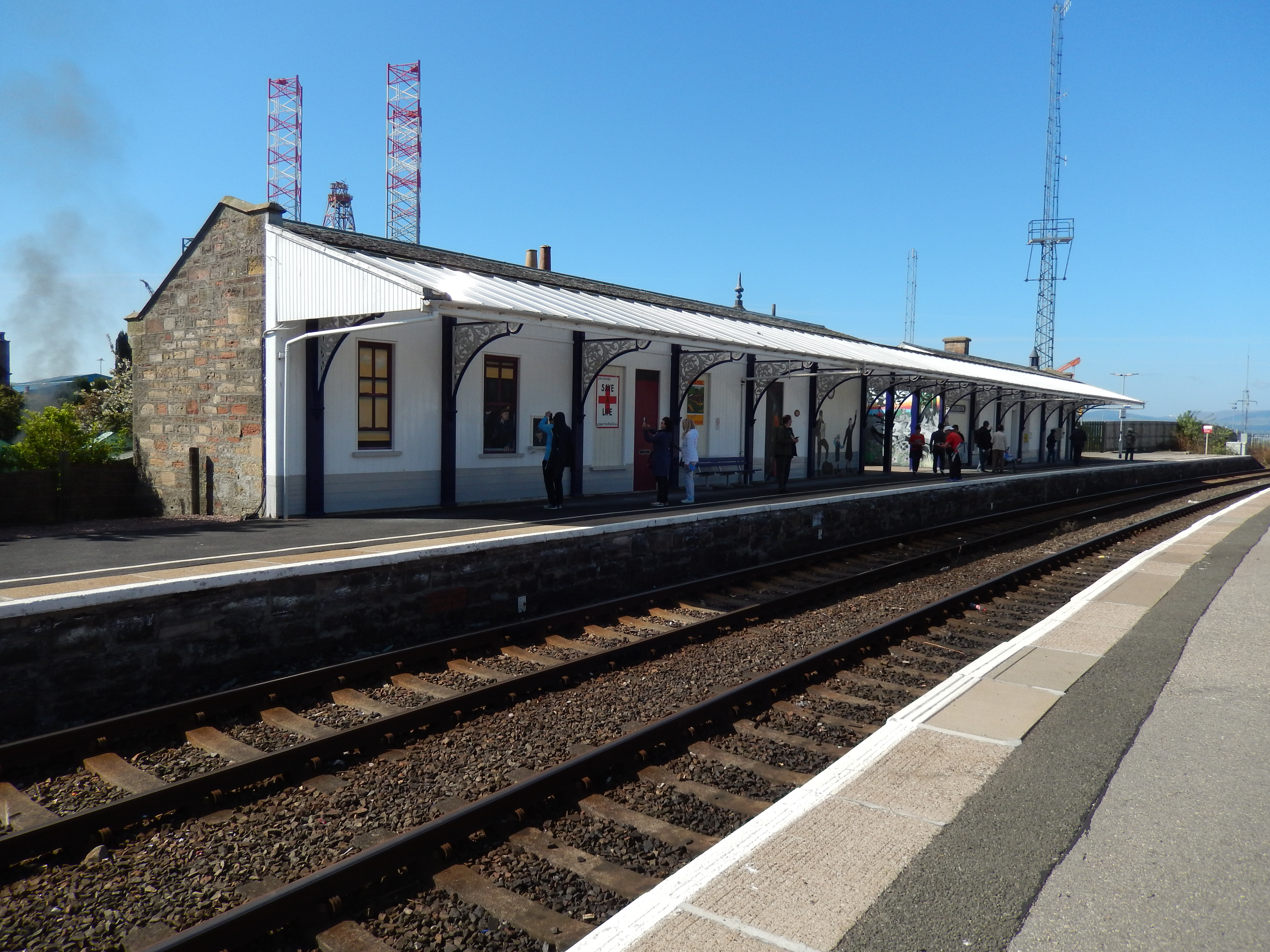
Bahnhof von Invergordon
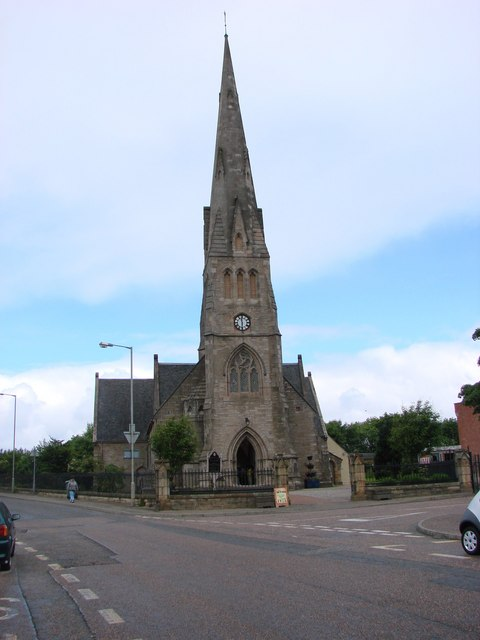
Kirche in Invergordon